# Hoxie (Arkansas)
Hoxie è una città degli Stati Uniti d'America situata nello Stato dell'Arkansas, nella Contea di Lawrence.